# Pereiro (Puebla de Trives)
Pereiro (llamada oficialmente O Pereiro) es una entidad de población del lugar de Piñeiro, situada en la parroquia de Piñeiro, del municipio español de Puebla de Trives, en la provincia de Orense, Galicia.

## Demografía
| Gráfica de evolución demográfica de Pereiro entre 2000 y 2023 |
|                                                               |
| Datos según el nomenclátor publicado por el INE.              |